# Nycteus meridionalis
Nycteus meridionalis is een keversoort uit de familie buitelkevers (Eucinetidae). De wetenschappelijke naam van de soort werd in 1836 gepubliceerd door Francis de Laporte de Castelnau.